# デビッド・デカストロ
デビッド・デカストロ（David DeCastro 1990年1月11日- ）はワシントン州ベルビュー出身のアメリカンフットボール選手。現在はフリーエージェント。ポジションはガード。愛称はダブル・ディー（Double D）。

## 経歴
南アフリカ共和国からの移民の両親の間に生まれた。祖父は南アフリカのラグビーのスター選手であった。高校時代はスティーブン・シリングとチームメートだった。シアトル・シーホークスファンだった彼は、スティーブ・ハッチンソンに憧れて育った。大学進学前に彼はRivals.com から三つ星、センターとして全米で11位に評価された。スタンフォード大学、ワシントン大学、ワシントン州立大学、オレゴン州立大学からオファーを受け、スタンフォード大学を選んだ。
スタンフォード大学では1年次の2009年より右ガードとして全13試合に先発出場し、パシフィック・テン・カンファレンスのオールチーム及び、カレッジフットボールニュースより、フレッシュマンオールアメリカンのファーストチームに選ばれた。2年次の2010年には、カンファレンスのファーストチームに選ばれた。3年次の2011年にはカンファレンスのファーストチームに加えて、オールアメリカンのファーストチームに選ばれた。シーズン終了後、最終学年には進まずにNFLドラフトへのアーリーエントリーを表明した。
大学3年間で37試合に連続先発出場し、アンドリュー・ラックを中央からのプレッシャーから守るとともに、ランプレーでのリードブロッカーとしても活躍した。
コンバインで評価を高めた彼は、その年のガードでナンバー1と見なされるようになった。
2012年のNFLドラフト1巡全体24位でピッツバーグ・スティーラーズに指名された。スティーラーズがガードを1巡で指名するのは、2002年のケンドール・シモンズ以来のことであった。5月22日から行われるチーム合同練習は大学の授業が残っていることから欠席した。7月23日、スティーラーズと4年契約を結んだ。プレシーズン第3週のバッファロー・ビルズ戦でビルズのマーセル・ダリウス、スティーラーズのマーカス・ギルバートが彼の右足の上に倒れこみ、ACL、MCLを断裂した。彼の怪我についてベン・ロスリスバーガーは、ラルフ・ウィルソン・スタジアムの人工芝に問題があると指摘した。11月22日に練習に復帰し、11月26日にアクティブロースターに復帰、この年4試合に出場した。第15週のダラス・カウボーイズ戦では出場した62回のスナップ中、45回がパスプレーであったが1回しかクォーターバックへのプレッシャーを許さなかった。しかし第16週のシンシナティ・ベンガルズ戦でジーノ・アトキンスと対峙した彼は、プロフットボールフォーカスより、その週のガードとして最低のパフォーマンスと評価された。
2013年、ウィリー・コロン、トレイ・エセックスが退団、彼は右ガードの先発選手となった。テネシー・タイタンズとの開幕戦でブロックの際、チームメートのモーキス・パウンシーの右膝の上に乗る形となり、パウンシーはACLを断裂、シーズン絶望となり故障者リスト入りするアクシデントがあった。第9週のニューイングランド・ペイトリオッツ戦を欠場した。この年15試合に先発出場、チームは8勝8敗でシーズンを終えた。
2014年、初めて全試合に先発出場した。チームは11勝5敗でプレーオフに進出した。2015年1月3日のワイルドカードプレーオフでボルチモア・レイブンズに敗れてシーズンを終えた。
2015年4月9日、スティーラーズから5年目契約オプションを行使され、2016年は807万ドルの年俸、サインボーナスとして320万ドルを受け取ることとなった。4年目のこの年、全16試合に出場し始めてプロボウルに選ばれた。この年彼は590回のパスシチュエーションで相手ディフェンスに1.5サックしか許さず、ペナルティはわずか3回であった（いずれもフォルススタート）。
2016年9月8日、スティーラーズと5年の契約延長に合意、2016年から2021年までの6年で5800万ドル、サインボーナス1600万ドルを受け取ることとなった。この年も全16試合に出場し、連続試合出場を56に伸ばした。チームは11勝5敗でAFC北地区優勝を果たした。チームはプレーオフでマイアミ・ドルフィンズ、カンザスシティ・チーフスを破ったがAFCチャンピオンシップゲームでニューイングランド・ペイトリオッツに敗れてスーパーボウル出場は果たせなかった。スティーラーズのオフェンスrラインは、プロフットボールフォーカスからNFL3位に、デカストロは最も優れたランブロッカーと評価された。
この年2度目のプロボウルに選ばれるとともに、NFL Top 100 Playersの97位に選ばれた。
2017年、先発で15試合に出場、3年連続でプロボウルに選ばれた。第17週のクリーブランド・ブラウンズ戦はチームがプレーオフ出場を確定していたため欠場した。NFL Top Players の44位に評価された。
2018年、第1週のクリーブランド・ブラウンズ戦で右手を負傷し、翌週から2試合を欠場、第4週のボルチモア・レイブンズ戦で復帰した。この年14試合に先発出場し4年連続でプロボウルに選ばれた。
2019年の第11週、クリーブランド・ブラウンズ戦で相手でDEのマイルズ・ギャレットが自軍QBのメイソン・ルドルフにヒットした直後の乱闘の際、ギャレットを制止した。試合後ギャレットはこの行為を称賛した。翌日NFLは彼の行為が出場停止処分にあたらないことを発表した。この年全16試合に先発出場し、5年連続でプロボウルに選ばれた。
2020年、プレータイムは減ったものの、6年連続でプロボウルに選ばれた、チームは最少のサックしか許さなかった。
2021年6月24日、スティーラーズから解雇された。彼はスティーラーズに0年間在籍し先発124試合を含む125試合に出場した。14試合先発出場は、スティーラーズのオフェンスラインマンとしては歴代11位、ガードでは歴代6位の記録である。また彼の在籍中ベン・ロスリスバーガーは4シーズンに渡りパスで4000ヤード以上を獲得した。また1000ヤードラッシャーも3人誕生している。プロボウルに6回選出されたがスティーラーズのオフェンスラインマンで彼より多く選出されているのは、9回選出のマイク・ウェブスター、モーキス・パウンシー、7回選出のダーモンティ・ドーソン、アラン・ファニカのみである。このうちの3人はプロフットボール殿堂入りを果たしている。